# Gabrielle Tana
Gabrielle Tana est une productrice de cinéma britannique.

## Biographie
Gabrielle Tana fait des études de philosophie à l'université, mais travaille pendant ses vacances comme assistante auprès de réalisateurs et de producteurs. Elle entre ensuite chez Walt Disney Pictures Europe, dans un poste situé en France.
En 1996, elle fonde Magnolia Mae Films avec Carolyn Marks Blackwood.

## Filmographie

### Cinéma
- 1995 : L'Amérique des autres (Someone Else's America) de Goran Paskaljević
- 1998 : Animals de Michael Di Jiacomo
- 2008 : The Duchess de Saul Dibb
- 2011 : Ennemis jurés de Ralph Fiennes
- 2013 : Philomena de Stephen Frears
- 2013 : The Invisible Woman de Ralph Fiennes
- 2018 : Noureev (The White Crow) de Ralph Fiennes
- 2018 : Ideal Home d'Andrew Fleming
- 2020 : Minamata d'Andrew Levitas
- 2022 : Treize Vies (Thirteen Lives) de Ron Howard

### Télévision
- 2002 : The Moth (Série)

## Nominations
- Oscars du cinéma 2014 : Philomena pour l'Oscar du meilleur film
- BAFTA 2014 : Philomena pour le BAFA du meilleur film et le BAFA du meilleur film britannique